# このこ誰の子?
『このこ誰の子?』（このこだれのこ）は、1986年10月22日から1987年3月25日まで、フジテレビ系列で毎週水曜日20:00 - 20:54に放送された大映テレビ・フジテレビ制作の学園ドラマである。全22話。杉浦幸主演。原作は週刊セブンティーンに連載された津雲むつみの『彩りのころ』。映像ソフト化はされていた。
水曜20時枠の大映テレビ制作枠全10作品で、この作品で折り返しとなる。

## あらすじ
| 「                | “あなたの子は誰の子ですか?” あまりにもショッキングなテーマ。あまりにもエキサイティングな展開。こんな問題作を「学園ドラマ」と呼んでいいのだろうか。 | 」 |
| —番組宣伝資料より | |    |

| 「                        | 神はこの世に生まれた全ての生を嘉し給うか…。 この物語は、愛の神に心を委ね、生きる事への苛酷な挑戦を試みた一少女の、愛のロマンである。 | 」 |
| —オープニングナレーション | |    |

幼馴染みとして育った杉浦葵と進藤宗次郎は、ともに同じ高校に通う高校2年生である。この2人は幼さが少し残るが、いつも仲良しであり、互いの両親も認めるほど「恋人のカップル」であった。進藤宗次郎は継母・百合と同じ家でいつも暮らしていたが、百合には歳の離れた弟・朝比奈拓也がいた。朝比奈拓也は北海道の釧路で母親と二人でひっそりと生活していた。ところが、母親の死により拓也は上京し、姉の百合の暮らしている渋谷の宗次郎一家に身を寄せることになった。しかも、この時の朝比奈拓也は進藤宗次郎と同い年の同級生であったので、拓也は宗次郎と同じ高校に通うことになった。高校に行った朝比奈拓也は、そこで杉浦葵が目に留まり、彼女に強烈な一目惚れをしてしまった。
この朝比奈拓也には出生の秘密があった。拓也は戸籍上では百合の弟ということになっていたが、実は百合が14歳の時に、見知らぬ男たちにレイプされて妊娠し産んだ子であった。その後、百合はその事実を隠して、拓也を自分の子ではなく、自分の弟として育てた（年の離れた姉と弟という設定）。
新しい高校に転校して数日後、朝比奈拓也は宗次郎が在籍し、葵がマネージャーを務める柔道部に入部した。実は拓也は杉浦葵のことが好きであり、この女の子とどうしても親しくなりたいと思って柔道部に入部したのであった。その時の拓也は、杉浦葵と進藤宗次郎が高校内では誰もが認める相思相愛のカップルであることは知っていたが、それでも拓也は葵のことを自分のものにしようと思っていたのだった。しかし、柔道部に入部後、拓也はあまり柔道には参加しなかった。
ある日、同校道場では他校との試合が行われていた。入部して以来、柔道部の練習にほとんど顔を出さない拓也は、柔道部の中では立場が低く、部から除名を通告されそうになっていた。そんな拓也を気遣っていた柔道部のマネージャーの葵は、拓也を心配して、拓也を捜したが、偶然にも柔道部部室で拓也を見つけた。しかし、この後、葵に予期せぬ悲劇が起こった。葵を見た朝比奈拓也は突然、豹変し、葵を強引に突き飛ばし、葵はその衝撃で気を失ってしまった。気を失って倒れた葵の姿を見た拓也は、それまで葵に対する恋愛感情が爆発し、葵をそのままレイプした。こうして、拓也にレイプされた葵は、不運にも拓也の子を妊娠してしまった。
この「妊娠」という重大な事件に直面した杉浦葵は女子高生として大いに悩み、一度は中絶を決意するも、悩み抜いた末に、葵は独りで出産することを決意し、家出（清里→浜名湖→名古屋→京都→鎌倉）をしてしまう。一方、進藤宗次郎は二人の恋仲を壊し、そして自分の恋人をレイプした朝比奈拓也を激しく憎みながら葵を捜した。朝比奈拓也はレイプの責任をとって高校を自主退学して、葵を忘れるべくボクシングに熱中するが、その後、気が変わって、葵を捜す旅に出る……。そして、物語は衝撃のラストを迎える。
高校2年生にしてレイプにより望まない相手の子を妊娠をした少女が、悩みながらも強く生きて行く姿を通じて、少年少女の愛と性、それを越えて勝ち得る愛と信頼の素晴らしさを描いたこの作品は、テレビ放送当時、大きな反響を呼んだ人間愛の青春ドラマとなった。

## キャスト
杉浦 葵（すぎうら あおい） （演：杉浦幸（幼女時代：安達美加））
渋谷区西原に住む、私立津田高校に通う平凡な高校2年生。天真爛漫な性格で、柔道部マネージャーも務めている。 幼馴染みで家族ぐるみで付き合いのある宗次郎とは両親公認のラブラブの恋仲であり、仲睦まじい学校生活を送っていたが、二人の目の前に突然現れた朝比奈拓也によりレイプされ、その後、望まない妊娠をして、家出をしてしまう。
その後、葵は紆余曲折の末に宗次郎と結婚して女児を出産するが、その子は心臓に障害があり生後すぐ亡くなった。その後、葵は人生を見つめ直すため宗次郎と離婚する。
進藤宗次郎（しんどう そうじろう） （演：岡本健一（幼児時代：神保隆幸））
葵と同じ高校に通う高校2年生で、葵と同じクラス。 柔道部に所属している。どこか頼りなく単純だが、情熱的で杉浦葵を純粋に愛している。葵の家出により人間として成長して行く。
朝比奈拓也（あさひな たくや）（演：保阪尚輝 現・保阪尚希）
北海道釧路にて宗次郎の継母・百合の母親である祖母に育てられた、百合の実の息子。幼少の頃より実母・百合を歳の離れた姉と聞かされて育ったが、実の母親は百合であると勘付いていた。祖母の死を契機に、百合が暮らす渋谷の進藤家へと引き取られる事になるが、そこで出逢った葵に一目惚れしてしまう。朝比奈拓也は常に自分本位で、相手の気持ちを考えられずに自分の感情を押し通してしまうトラブルメーカー。暗い生い立ちが関係してか、どこか翳りがあり、クールで冷酷な性格を持ち、世の中に対して非常に挑戦的ではあるが、その反面ナイーヴな一面もある。画家として絵を描く才能があるが、ボクシングもうまい。朝比奈拓也の登場は、葵と宗次郎の仲を引き裂き、彼らの家族を取り巻く環境までも暗黒の状況に変えてしまう。物語の重要人物である。
進藤真樹（しんどう まき）（演：相築彰子 現・相築あきこ）
宗次郎の姉。 まだ大学生にもかかわらず、常に全ての物事を冷静に考える事が出来る聡明な姉ゆえ、宗次郎にとっては善き理解者で頼れる存在でもある。
鶴田典子（つるた のりこ）（演：長山洋子）
拓也が在籍するボクシングジムの一人娘。天真爛漫で元気な高校生。拓也に思いを寄せる健気な少女。
進藤宗介（しんどう そうすけ） （演：新克利）
宗次郎、真樹の父。 家族思いの人柄で、物事を常に冷静かつ客観的に考える事が出来るものの、やや現実主義的思考が強いため時には宗次郎や真樹とも衝突する事もある。宗次郎が尊敬する存在。
松本裕子（まつもと ゆうこ） （演：板谷祐三子）
葵と宗次郎のクラスメイトで葵の友達。眼鏡を掛けている。
長田紀子（おさだ のりこ） （演：沖真由美）
葵と宗次郎のクラスメイトで葵の友達。
木村晋一（きむら しんいち） （演：太田直人）
葵と宗次郎のクラスメイトで宗次郎の友達。宗次郎と同じ柔道部に所属。
中根幸男（なかね ゆきお） （演：森一馬）
葵と宗次郎のクラスメイトで宗次郎の友達。宗次郎と同じ柔道部に所属しており、正義感が強く喧嘩っ早い。
五十嵐 保（いがらし たもつ） （演：下川和弘）
葵と宗次郎のクラスメイトで宗次郎の友達。宗次郎と同じ柔道部に所属。
久保 清（くぼ きよし） （演：長浜芳弘）
葵と宗次郎のクラスメイトで宗次郎の友達。宗次郎と同じ柔道部に所属。宗次郎に中華料理店のアルバイトを紹介する。
山崎寿夫（やまざき としお） （演：峰岸徹）
通称・オニヤマ。葵と宗次郎と拓也の担任教師であり柔道部顧問。
小野聖子（おの せいこ） （演：徳丸純子）
風俗嬢として働いていた事もあったが、ひょんな事で葵と宗次郎に出逢った葵の善き理解者。 暴力団の手先・佐川の目に留まったせいで様々な災難に遭遇してしまう。佐川の毒牙に何度掛かっても屈せず、美容師になるという夢を実現させようと必死に社会更生を試みる芯の強い少女。
佐川幸利（さがわ ゆきとし）（演：船越栄一郎 現・船越英一郎）
暴力団の手先で、所謂チンピラ。 聖子に対して異常なまでの執着を持つものの、聖子の心を射止められない。かつて拓也同様に、鶴田の下でボクサーを志すも減量に失敗・挫折し転落人生を歩む。
杉浦陽子（すぎうら ようこ） （演：高林由紀子）
葵の母。 平凡な家庭の主婦で、葵と違いおっとりしていて涙脆い一面もあるが、夫思い娘思いのとても優しい存在。
杉浦雄一（すぎうら ゆういち）（演：前田吟）
葵の父。 温厚で葵を溺愛している平凡なサラリーマン。
進藤百合（しんどう ゆり）（演：中田喜子）
宗次郎、真樹の継母で拓也の実母。 中学2年生の時、下校途中に花を摘んでいるところを、突然、見ず知らずの複数の男に車で連れ去られ輪姦されて妊娠、14歳で拓也を出産する。
河野良子（こうの りょうこ）（演：梶芽衣子）
かつて盲腸を患った葵を診察した事がある産婦人科医。
鶴田 治（つるた おさむ） （演：梅宮辰夫）
清和（せいわ）ボクシングジムのトレーナー。拓也のボクシングトレーナーで典子の父。 拓也を一流のプロボクサーにしようと、日々拓也の闘志を掻き立てる事が得意。普段は厳しくとも、砕けた一面もあるので典子からとても信頼され愛されている。
織田和夫（おだ かずお）（演：名古屋章）
聖子の更生の手助けをする新宿の刑事。
木下淳二（きのした じゅんじ） （演：高橋昌也）
ボクシングの世界から身を引いた拓也の絵の師匠。
（演：高杉亘）

### ゲスト出演者
- 清里

かおり （第8話） （演：谷口香）
ペンション「First Train（ファースト・トレイン）」オーナー。 杉浦一家、進藤一家と古くから親交があるので、葵と宗次郎の幼い頃をよく知っている。数年振りに突然一人で訪れた葵に対して喜ぶものの事情を察し、両親には知らせずにしばらくペンションの手伝いをしたいと言う葵の申し出を黙って受け入れる。
- 浜名湖弁天島

河合真一（かわい しんいち） （第8話、第9話） （演：平泉成）
通称・シンさん。 清里まで葵を捜しにやって来た宗次郎から逃げる葵を、偶然拾った長距離トラック運転手。同年代の娘を持つ手前、葵の家出が他人事と思えず、初めは刑務所帰りの殺人犯だと嘘をつき葵を脅かし懲らしめるが、葵の家出が我儘な家出ではなく止むに止まない上での事と判り、葵を浜名湖畔の自宅に保護する。
河合和子（かわい かずこ）（第9話） （演：野川由美子）
河合の妻で、8人の子供達の母親。 とても明るく気さくでカラッとした性格の専業主婦。
河合加代（かわい かよ）（第9話） （演：青田浩子）
河合夫妻の長女で葵と同い年。 高校には通わずに近所のレストランカフェでアルバイトをして家計を助けている。桑田という中学時代からの不良少年につけ回され、大切な弟達にまで被害が及ぶのではないかと、いつも桑田の存在に怯えていた。ある日アルバイトを終えて帰宅する際に桑田に連れ去られてしまい、父に命懸けで助けられる。それ以来桑田にもつけ回されなくなった。
- 名古屋

高階秀樹（たかしな ひでき）（第10話、第11話） （演：中尾彬）
葵の小学生時代の親友・友子の父で、名古屋のホテル「Listel（リステル）」オーナー。 葵を見る目はいつも悲しみを帯びている。
高階夫人 （第10話、第11話） （演：三浦真弓）
友子の母。 17歳になった葵の突然の来訪に心底喜びはしゃぎ、わが娘のように持て成し可愛がる。時折見せる葵に対する悲しい眼差しは夫以上で、今にも泣き崩れそうである。一日でも長く自分達の許に葵が留まる事を密かに熱望している。
高階友子（たかしな ともこ）（第10話 回想シーン）（演：橋本実加子）
葵の小学生時代の親友。 当時から大人びており、悲恋に憧れていた。前衛彫刻にのめり込む情熱的な高校生で、ある日突然洋介という青年と恋に落ち、結婚をも決意する仲に進展するも両親から大反対をされてしまい、半年前に…。現在はイギリスに留学しているという。
洋介（ようすけ）（第10話 回想シーン） （演：豊原功輔 現・豊原功補）
友子の恋人。 傷害や公務執行妨害等の過去を持つ、ロック音楽が好きだという以外他に何の取り柄も無い青年。家の格式や世間体を気にする友子の両親から疎ましく思われたため改心し更生したが、友子の両親による馬鹿げた細工で絶望し自ら命を絶ってしまう。
- 京都

浜 修一（はま しゅういち）（第12話 - 第17話）（演：竹内力）
京都の喫茶店「青銅」の常連客で大学生。 京都へと辿り着き、青銅で働く葵に好意を抱く資産家の御曹司。好青年で、紳士的かつ誠実な人柄に葵、宗次郎、葵の両親からも信頼を得る。葵のお腹の子も引き取りたいと葵にプロポーズを申し込む。
佐藤浩彦（さとう ひろひこ） （第12話 - 第15話）（演：鈴木ヒロミツ）
葵のアルバイト先喫茶店「青銅」のマスター。 葵が店の看板娘になり、以前にも増して繁盛していると大喜びしている。自分の提供するコーヒーにかなりのこだわりと自信を持っている。
平岡弓枝（ひらおか ゆみえ）（第12話 - 第16話）（演：桂田裕子）
浜のガールフレンドで、浜と同じ大学に通っている資産家の娘。 密かに浜に想いを寄せつつも、浜の葵に対する純粋で強い想いに心を動かされて浜を応援する。口は軽いが、葵を自室マンションに匿ったりとなかなか協力的で憎めない存在。
富永 敏（とみなが さとし） （第13話 - 第15話） （演：西田健）
佐川のタレコミにより、聖子を連行した京都府警刑事。

## スタッフ
- 原作：津雲むつみ『彩りのころ』（集英社「週刊セブンティーン」連載、集英社漫画文庫収録）
- 企画：春日千春（大映テレビ）、重村一［第1話,第2話］（フジテレビ）、石川泰平［第3話以降］（フジテレビ）
- プロデューサー：柳田博美（大映テレビ）、千原博司（大映テレビ）、石川泰平［第1話,第2話］（フジテレビ）、中尾嘉伸［第3話以降］（フジテレビ）
- 脚本：江連卓（全話担当）
- 監督：土屋統吾郎、岡本弘、竹本弘一
- 音楽：菊池俊輔
- ナレーション：来宮良子
- 制作：フジテレビ、大映テレビ株式会社

## 主題歌
- 「悲しみは続かない」 歌：椎名恵 （TDKレコード）

作詞：麻生圭子 作曲：Jim Steinman 編曲：戸塚修
（原曲は「Good Girls Go To Heaven, Bad Girls Go Everywhere」）

## 再放送
- 2025年1月から2月にかけてTOKYO MXで再放送された[1]。

## サブタイトル
| 各話                                                  | 放送日         | サブタイトル           | 監督       | 視聴率 |
| ----------------------------------------------------- | -------------- | ---------------------- | ---------- | ------ |
| 01                                                    | 1986年10月22日 | 運命の上京             | 土屋統吾郎 | 19.0%  |
| 02                                                    | 1986年10月29日 | 見た! あいつの胸       | 土屋統吾郎 |        |
| 03                                                    | 1986年11月5日  | 初めての接吻           | 岡本弘     | 18.5%  |
| 04                                                    | 1986年11月12日 | 悪しき血の爆発         | 竹本弘一   |        |
| 05                                                    | 1986年11月19日 | 恐怖の告白             | 土屋統吾郎 |        |
| 06                                                    | 1986年11月26日 | ない! どうしよう       | 岡本弘     |        |
| 07                                                    | 1986年12月3日  | 別れのデート           | 竹本弘一   |        |
| 08                                                    | 1986年12月10日 | 命預けた長距離便       | 土屋統吾郎 |        |
| 09                                                    | 1986年12月17日 | 父たちの戦争           | 岡本弘     |        |
| 10                                                    | 1986年12月24日 | 名古屋の出来事         | 竹本弘一   |        |
| 11                                                    | 1987年1月7日   | 運命のめぐり会い       | 土屋統吾郎 |        |
| 12                                                    | 1987年1月14日  | 葵からの手紙           | 岡本弘     |        |
| 13                                                    | 1987年1月21日  | 危険なニア・ミス       | 竹本弘一   |        |
| 14                                                    | 1986年1月28日  | 宗! この子の父はあなた | 土屋統吾郎 |        |
| 15                                                    | 1987年2月4日   | 別れの抱擁             | 岡本弘     |        |
| 16                                                    | 1987年2月11日  | 旅の終わり・鎌倉       | 竹本弘一   |        |
| 17                                                    | 1987年2月18日  | 三つのプロポーズ       | 土屋統吾郎 |        |
| 18                                                    | 1987年2月25日  | 妻を賭けた挑戦         | 岡本弘     |        |
| 19                                                    | 1987年3月4日   | 神に背いた結婚式       | 竹本弘一   |        |
| 20                                                    | 1987年3月11日  | 第二の結婚             | 岡本弘     |        |
| 21                                                    | 1987年3月18日  | 涙の結婚初夜           | 竹本弘一   |        |
| 22                                                    | 1987年3月25日  | 愛する人よ強くあれ     | 岡本弘     |        |
| 平均視聴率%（視聴率は関東地区・ビデオリサーチ社調べ） |                |                        |            |        |